# 合成高分子
合成高分子是指人工合成的高分子化合物。

## 电子学
在电子学中，它指是一种用于LCD制造过程，在LCD盒内供液晶分子排列的液体。固化后摩擦布摩擦后在表面上形成沟壑（micro groove），ITO玻璃和CF玻璃摩擦后便于液晶分子在盒内有序排列。